# (17196) Mastrodemos
(17196) Mastrodemos (1999 XW234) – planetoida z pasa głównego asteroid okrążająca Słońce w ciągu 4,63 lat w średniej odległości 2,77 j.a. Odkryta 3 grudnia 1999 roku.